# Эрик Бьёрнсон
Э́рик Бьёрнсон (швед. Erik Björnsson) — один из сыновей Бьёрна Железнобокого и полулегендарный король Швеции из династии Мунсё, живший примерно в начале IX века. Одним из немногих сохранившихся скандинавских источников, где упоминаются шведские конунги той эпохи, является Сага о Хервёр, в которой говорится:
Сыновьями Бьёрна Железный Бок были Эйрик и Ревиль. Он был конунг-воитель и морской конунг, а конунг Эйрик правил Свейским государством после своего отца и жил недолго. Тогда это государство принял Эйрик сын Ревиля…